# Виползово (Підосиновський район)
Ви́ползово (рос. Выползово) — присілок у складі Підосиновського району Кіровської області, Росія. Входить до складу Підосиновського міського поселення.
Населення становить 2 особи (2010, 12 у 2002).
Національний склад станом на 2002 рік — росіяни 100 %.